# Pius Kaufmann
Pius Kaufmann, né le 24 janvier 1971 (originaire d'Escholzmatt-Marbach), est une personnalité politique suisse, membre du Centre.
Il est député du canton de Lucerne au Conseil national depuis décembre 2023.

## Biographie
Pius Kaufmann naît le 24 janvier 1971. Il est originaire d'Escholzmatt-Marbach, dans le canton de Lucerne.
Après un apprentissage d'agriculteur à la fin des années 1980, il obtient en 2009 un diplôme d'économiste d'entreprise de l'École supérieure d'économie de Lucerne,.
Il travaille pendant quatre ans sur l'exploitation agricole de ses parents, puis pendant près de dix ans comme agriculteur indépendant.
Il a le grade de soldat au sein de l'Armée suisse.
Marié et père de deux enfants, il habite à Escholzmatt dans le quartier de Wiggen.

## Parcours politique
Il est maire d'Escholzmatt-Marbach depuis 2000 et député au Conseil cantonal de Lucerne de 2007 à 2023. Il est lors de chacune de ces élections cantonales (réélection à trois reprises), le candidat qui obtient le plus de voix hors de son camp,. Vice-président du groupe du Centre, il préside de 2019 à 2023 la commission cantonale des transports et des travaux publics,.
Il est élu en octobre 2023 au Conseil national, où il succède à Ida Glanzmann-Hunkeler, qui ne se représentait pas. Il est membre de la Commission des finances.

## Autre mandat
Il préside l'association lucernoise de lutte suisse de 2011 à 2017.